# Ahr
Râul Ahr (denumirea veche Aha) este un afluent de pe versantul stâng al Rinului cu lungimea de 89 km, situat în Renania-Palatinat, Renania de Nord-Westfalia, Germania.

## Localități traversate
- Antweiler,
- Schuld,
- Altenahr,
- Dernau,
- Blankenheim,
- Bad Neuenahr-Ahrweiler,
- Remagen
- Sinzig

## Afluenți
Harbach (Ahr), Hellenbach, Bachemer Bach, Leimersdorfer Bach, Liersbach, Vischelbach, Sahrbach, Kesselinger Bach, Armuthsbach, Dreisbach (Ahr), Eichenbach (Ahr), Adenauer Bach, Trierbach, Ahbach și Schafbach.